# Extraliga házené
Die Extraliga házené ist die höchste Spielklasse im tschechischen Männer-Handball. Sie wird seit der Saison 2005/06 vom Tschechischen Handballverband (Česky Svaz Házené) ausgerichtet.

## Modus
An der Hauptrunde nehmen 12 Mannschaften teil. Sie spielen in Hin- und Rückrunde im Modus jeder-gegen-jeden die Platzierungen aus. Die besten acht Teams spielen in der Meisterrunde erneut in Hin- und Rückrunde jeder-gegen-jeden den Tschechischen Meister aus. Die vier schlechtesten Mannschaften der Hauptrunde spielen in der Abstiegsrunde im gleichen Modus die beiden Absteiger aus.
Die ersten vier Teams dürfen in der folgenden Saison am EHF European Cup teilnehmen. Der Meister kann sich für die Teilnahme an der EHF European League bewerben.
In der Saison 2022/23 nahm der slowakische Serienmeister HT Tatran Prešov teil.

## Teilnehmer 2024/25
- HC ROBE Zubří
- TJ Dukla Prag
- HC Baník Karviná
- HK FCC Město Lovosice
- HBC Jičín
- SSK Talent 90 Plzeň
- KH Kopřivnice
- Pepino SKP Frýdek-Místek
- SKKP Handball Brno
- TJ Sokol Nové Veselí
- HBC Strakonice 1921
- Sokol HC Maloměřice Brno

## Titelträger
In den Jahren 2000 bis 2005 war der bestplatzierte tschechische Verein in der mit der Slowakei gemeinsam veranstalteten HIL Tschechischer Meister.
| Anzahl | Verein              | Jahr                                                                         |
| ------ | ------------------- | ---------------------------------------------------------------------------- |
| 13     | HC Baník Karviná    | 2000, 2001, 2002, 2004, 2005, 2006, 2007, 2008, 2009, 2010, 2018, 2022, 2024 |
| 8      | SSK Talent 90 Plzeň | 1998, 1999 (beide als HSC Plzeň), 2014, 2015, 2016, 2019, 2021, 2023         |
| 4      | Dukla Prag          | 1994, 1995, 2011, 2017                                                       |
| 3      | HC Zubří            | 1996, 1997, 2012                                                             |
| 1      | SKP Frýdek-Místek   | 2003                                                                         |
| 1      | HBC Jičín           | 2013                                                                         |

Anmk.: In der Saison 2019/20 wurde auf Grund der Covid-19-Pandemie kein Titel vergeben.